# Muhammad bin Abd al-Aziz Al Sa'ud
Muḥammad b. ʿAbd al-ʿAzīz Āl Saʿūd (in arabo محمد بن عبد العزيز ال سعود‎?; Riad, 4 marzo 1910 – Riad, 25 novembre 1988) è stato un principe e politico saudita, membro della famiglia reale Āl Saʿūd.
Brevemente principe ereditario nel 1964 - 1965, è stato tra i membri più ricchi e potenti della famiglia reale saudita. Il suo consiglio è stato chiesto in molte questioni da parte dei suoi fratelli. Fino alla sua morte nel 1988, è stato un vicino e potente confidente e consigliere anziano dei suoi fratelli minori, re Khālid e re Fahd.

## Primi anni di vita
Il principe Muḥammad è nato nel 1910 ed è stato il quarto figlio del fondatore del regno, re ʿAbd al-ʿAzīz. Tuttavia, la sua data di nascita è indicata in altre fonti nel 1909, e William A. Eddy riferisce che è il terzo figlio di re ʿAbd al-ʿAzīz.
Sua madre, al-Jawhara bt. Musāʿid al-Jilūwī, apparteneva all'importante famiglia al-Jilūwī, un clan i cui matrimoni con i membri della famiglia Āl Saʿūd, sono stati numerosi. Re Khālid era suo fratello. Sua sorella, al-ʿAnūd, è stata sposata con due figli di Saʿd bin ʿAbd al-Raḥmān. In primo luogo ha sposato Saʿūd bin Saʿd. Dopo la sua morte, ha sposato Fahd bin Saʿd.

## Doveri reali
Ai principi Muḥammad e Fayṣal è stata affidata la responsabilità degli Ikhwan a metà degli anni '20. Il principe Muḥammad ha partecipato ad alcuni scontri durante gli anni di formazione del regno con i suoi fratelli e cugini. Nel 1934, re ʿAbd al-ʿAzīz ordinò alle sue truppe di attaccare le difese dello Yemen. In seguito, Fayṣal bin Saʿd, figlio del fratello del re saudita, Saʿd, è avanzato su Baqem mentre un figlio di suo fratello Muḥammad, Khāled bin Muḥammad, è avanzato su Najrān e Saʿda.
Il principe Muḥammad, assieme all'allora principe ereditario Saʿūd ha rappresentato re ʿAbd al-ʿAzīz alla cerimonia d'incoronazione di re Giorgio VI del Regno Unito e della regina Elisabetta a Londra nel 1937. Inoltre, con il principe Manṣūr ha accompagnato re ʿAbd al-ʿAzīz ad uno storico incontro con l'allora presidente degli Stati Uniti Franklin D. Roosevelt il 14 febbraio 1945. Con il loro zio, il principe ʿAbd Allāh, hanno partecipato anche l'incontro tra ʿAbd al-ʿAzīz e il premier britannico Winston Churchill in Egitto nel febbraio del 1945. Il principe Muhammed ha inoltre accompagnato re Sa'ud durante la sua visita negli Stati Uniti nel gennaio 1962.
Il principe Muḥammad era a capo del Consiglio della famiglia reale. Il Consiglio ha espresso la sua fedeltà al principe ereditario Fahd dopo la morte di re Khālid il 13 giugno 1982.

## Rinuncia alla successione
Muḥammad bin ʿAbd al-ʿAzīz è stato principe ereditario durante i primi mesi (novembre 1964 - marzo 1965) di regno del suo fratellastro re Fayṣal. Poi si fece volontariamente da parte nella successione per permettere al suo fratello più giovane, il principe Khālid, di diventare erede al trono saudita. A causa di questo evento, è stato definito re del caffè. Si dice che si è fatto da parte per rispettare un accordo generale di famiglia. Tale accordo era stato negoziato durante il periodo di crisi interna che ha visto l'abdicazione, alla fine del 1964, del dissoluto re Saʿūd, in favore di un altro fratellastro, il re Fayṣal. La rinuncia del principe Muḥammad, quindi, ha contribuito a disinnescare quella crisi e ha facilitato la presa del potere da parte di re Fayṣal.
Muḥammad bin ʿAbd al-ʿAzīz è noto per l'aver avuto una forte personalità. Si dice sia stato di disposizione ortodossa. Tuttavia, la sua rigidità ha indebolito la sua capacità di ottenere il sostegno necessario per avere potere politico nel regno. Il re dell'Arabia Saudita è eletto da un collegio informale costituito da figli e nipoti di alto livello del fondatore del regno, ʿAbd al-ʿAzīz b. Saʿūd, e mentre l'età e l'anzianità di nascita sono considerazioni importanti, è anche necessario il saper accogliere e coinvolgere amichevolmente le varie fazioni della famiglia e sociali al fine di ottenere il potere .
È stato un principe-chiave nella coalizione contro re Saʿūd. Il suo soprannome, Abū Sharrayn o "il padre dei due mali" (cattivo umore e bere), riflette altri motivi per cui non stato selezionato come re da parte dei suoi fratelli.
Si è anche sostenuto che abbia rinunciato al ruolo di principe ereditario o che sia stato convinto a farlo a causa della sua stretta associazione con re Saʿūd durante il regno di quest'ultimo.

## Polemiche
Una nipote del principe Muḥammad, Mishʿal bint Fahd, è stato condannata per adulterio in Arabia Saudita. A lei e al suo amante è stata inflitta la pena di morte perché in Arabia Saudita l'adulterio è un reato che comporta la pena capitale. Il principe Muḥammad non ha interceduto in suo favore nella concessione di una eventuale clemenza. I media occidentali lo hanno ritratto in modo negativo, sostenendo che vi era una violazione dei diritti delle donne anche se l'amante maschio della principessa, Mishʿal, è stato decapitato. Un canale televisivo britannico ha presentato un documentario romanzato, "Morte di una principessa", che era basato su questo evento. La trasmissione televisiva di questo documentario ha messo in cattiva luce i rapporti fra l'Arabia e il mondo britannico.

## Opinioni
Il principe Muḥammad è stato fra i membri più conservatori della famiglia reale. Egli non ha apprezzato la rapida modernizzazione sociale avvenuta nel paese alla fine degli anni '70 e riteneva che questi cambiamenti, uniti alla presenza di un alto numero di stranieri nel paese, avrebbero potuto portare all'indebolimento dei tradizionali valori islamici.

## Morte
Il principe è morto per un attacco cardiaco ed è stato sepolto a Riyad il 25 novembre 1988. Aveva 78 anni.

## Strutture a lui dedicate
L'Aeroporto Internazionale di Medina-Principe Muhammad bin Abd al-Aziz è a lui intitolato.

## Albero genealogico
|                                         |                               |                                 | Genitori                           |  |  | Nonni |  |  | Bisnonni        |  |  | Trisnonni                     |  |
|                                         |                               |                                 |                                    |  |  |       |  |  | Fayṣal Āl Saʿūd |  |  | Turkī bin ʿAbd Allāh Āl Saʿūd |  |
|                                         |                               |                                 |                                    |  |  |       |  |  | Fayṣal Āl Saʿūd |  |  | Turkī bin ʿAbd Allāh Āl Saʿūd |  |
|                                         |                               | Hia bint Ḥamad Tamīmī           |                                    |  |  |       |  |  | Fayṣal Āl Saʿūd |  |  |                               |  |
| ʿAbd al-Raḥmān Āl Saʿūd                 |                               |                                 |                                    |  |  |       |  |  | Fayṣal Āl Saʿūd |  |  |                               |  |
|                                         |                               | Sāra bint Misharī Āl Saʿūd      | Misharī b. ʿAbd al-Raḥmān b. Saʿūd |  |  |       |  |  |                 |  |  |                               |  |
|                                         |                               | Sāra bint Misharī Āl Saʿūd      | Misharī b. ʿAbd al-Raḥmān b. Saʿūd |  |  |       |  |  |                 |  |  |                               |  |
|                                         |                               | Sāra bint Misharī Āl Saʿūd      | …                                  |  |  |       |  |  |                 |  |  |                               |  |
| ʿAbd al-ʿAzīz dell'Arabia Saudita       |                               | Sāra bint Misharī Āl Saʿūd      |                                    |  |  |       |  |  |                 |  |  |                               |  |
|                                         |                               | Aḥmad al-Kabīr al-Sudayrī       | Muḥammad b. Turkī al-Sudayrī       |  |  |       |  |  |                 |  |  |                               |  |
|                                         |                               | Aḥmad al-Kabīr al-Sudayrī       | Muḥammad b. Turkī al-Sudayrī       |  |  |       |  |  |                 |  |  |                               |  |
|                                         |                               | Aḥmad al-Kabīr al-Sudayrī       | …                                  |  |  |       |  |  |                 |  |  |                               |  |
| Sāra bint Aḥmad al-Sudayrī              |                               | Aḥmad al-Kabīr al-Sudayrī       |                                    |  |  |       |  |  |                 |  |  |                               |  |
|                                         |                               | …                               | …                                  |  |  |       |  |  |                 |  |  |                               |  |
|                                         |                               | …                               | …                                  |  |  |       |  |  |                 |  |  |                               |  |
|                                         |                               | …                               | …                                  |  |  |       |  |  |                 |  |  |                               |  |
| Khālid dell'Arabia Saudita              |                               | …                               |                                    |  |  |       |  |  |                 |  |  |                               |  |
|                                         | Turki bin Abd Allah Al Jiluwi | Abd Allah bin Muhammad bin Saud |                                    |  |  |       |  |  |                 |  |  |                               |  |
|                                         | Turki bin Abd Allah Al Jiluwi | Abd Allah bin Muhammad bin Saud |                                    |  |  |       |  |  |                 |  |  |                               |  |
|                                         | Turki bin Abd Allah Al Jiluwi | …                               |                                    |  |  |       |  |  |                 |  |  |                               |  |
| Musaed bin Turki Al Jiluwi              | Turki bin Abd Allah Al Jiluwi |                                 |                                    |  |  |       |  |  |                 |  |  |                               |  |
|                                         |                               | Noura bint Ahmed Al Sudairi     | …                                  |  |  |       |  |  |                 |  |  |                               |  |
|                                         |                               | Noura bint Ahmed Al Sudairi     | …                                  |  |  |       |  |  |                 |  |  |                               |  |
|                                         |                               | Noura bint Ahmed Al Sudairi     | …                                  |  |  |       |  |  |                 |  |  |                               |  |
| Al Jawhara bint Musaed Al Jiluwi        |                               | Noura bint Ahmed Al Sudairi     |                                    |  |  |       |  |  |                 |  |  |                               |  |
|                                         |                               | …                               | …                                  |  |  |       |  |  |                 |  |  |                               |  |
|                                         |                               | …                               | …                                  |  |  |       |  |  |                 |  |  |                               |  |
|                                         |                               | …                               | …                                  |  |  |       |  |  |                 |  |  |                               |  |
| Hussa bint Abd Allah bin Turki Al Turki |                               | …                               |                                    |  |  |       |  |  |                 |  |  |                               |  |
|                                         |                               | …                               | …                                  |  |  |       |  |  |                 |  |  |                               |  |
|                                         |                               | …                               | …                                  |  |  |       |  |  |                 |  |  |                               |  |
|                                         |                               | …                               | …                                  |  |  |       |  |  |                 |  |  |                               |  |
|                                         |                               | …                               |                                    |  |  |       |  |  |                 |  |  |                               |  |